# Érondelle
 Érondelle  es una población y comuna francesa, en la región de Picardía, departamento de Somme, en el distrito de Abbeville y cantón de Hallencourt.

## Demografía
| 319 | 321 | 362 | 412 | 424 | 434 |
| Para los censos de 1962 a 1999 la población legal corresponde a la población sin duplicidades (Fuente: INSEE [Consultar]) |     |     |     |     |     |